# Les edats del sexe
Les edats del sexe (títol original: Sex & the Single Mom) és un telefilm  estatunidenc dirigit per Don McBrearty, difós el 8 de setembre de 2003 a Lifetime. Una continuació, More Sex & the Single Mom, va ser difosa l'any 2005. Ha estat doblada al català

## Argument
Jess, seductora advocada i mare soltera, intenta educar com millor pot la seva filla de 15 anys, Sara. Aquesta, que s'apassiona per a la fotografia, ha entrat a una edat on els nois no la deixen indiferent. Enamorada del seu company de classe Chad, de la qual no perd cap entrenament de futbol, acaba per demanar consell a la seva mare sobre la conducta a seguir. Jess, que vol preservar la seva filla, aconsella a Sara de ser pacient i de no cedir les insinuacions dels nois. Però el dia que Jess cau enamorada del doctor Lofton, oblida les recomanacions fetes a la seva filla i s'abandona als braços del seu amant...

## Repartiment
- Gail O'Grady: Jess Gradwell
- Grant Show: Alex Lofton
- Danielle Panabaker: Sara Gradwell
- Maria Ricossa: Deena
- Nigel Bennett: Nick Gradwell
- Joshua Close: Tyler
- Kyle Schmid: Chad
- Barbara Gordon: Valerie
- Shelley Thompson: Alyssa
- Stacy Smith: Emma
- Heather Blom: Leeza
- John MacLaren: Harrison
- Cindy Sampson: April Gradwell
- Gordie Brown: Frankie
- James Bradley: Howard